# Neanotis carnosa
Neanotis carnosa là một loài thực vật có hoa trong họ Thiến thảo. Loài này được (Dalzell) W.H.Lewis mô tả khoa học đầu tiên năm 1966.